# Tetu
Tetu är en ort i distriktet Nyeri i provinsen Central i Kenya. År 1999 hade 80 100 staden invånare.